# Недеља (ТВ серија)
Недеља је српска серија из 2024. године по сценарију Стефана Бошковића и у режији Немање Ћеранића и Милоша Радуновића као проширена верзија истоименог филма који је у биоскопима одгледало око 500 000 гледалаца.
Од 9. новембра 2024. године је емитована на Суперстар ТВ.

## Радња
Прича прати живот популарног певача Џеја Рамадановског од 1976. до 1992. године, тј. од његове најраније младости до уласка у музичке воде. Џеј је дорћолски дечак, невероватно шармантан и великодушан. Племенит у намерама и баксузан, што је разлог због чега је део младости провео у поправним домовима, из које тачке и креће прича. Џеј је у дому, недељом, кад се цела породица окупља. Потиснута туга је окидач за његову мотивацију да постане неко важан. Он не зна како то да постане нити зна чиме би се бавио. Певање му је тек успутна забава.
Џеј је наратор који нас води не само кроз свој живот, него и кроз живот Дорћола у том периоду. Тај свет је богат, духовит, тужан и радостан, пун живота и духа. Џеј највећи део времена проводи на улици. Улица за њега представља амбијент важнији од школе, од куће. На улици је одрастао, стицао васпитање, решавао моралне дилеме, налазио пријатељства и губио љубави.
Џеј је имао прилично тешко детињство; често је одбијан и одбациван од друштва, познаника, чак и најближе породице. Његов снажан, ведар и непоколебљив дух се није сломио, већ је његово тешко детињство управо условило касније и његово музичко стваралаштво, због чега је и оно остало аутентично наслеђе.
Много више времена и концентрације троши на шибицарење и дорћолске коцкарске игре — крлеч и барбут. На улици упознаје Нину, плаву девојку - принцезу Дорћола са којом ће као клинац изгубити главу, док касније не нађе љубав свог живота, ромкињу Даницу, коју ће оженити и с којом ће имати децу.
Џеј упознаје Марину Туцаковић и Футу у тренутку кад прави друштво пријатељу који треба да им прода јакне. Тада Марина и Фута сасвим случајно чују Џеја како пева и потпуно полуде за њим. Од 1987. године његова каријера се развија и расте популарност, али Џеј ништа не мења у свом карактеру, док се сви око њега мењају. Посебан акценат у серији је однос између Џеја и његовог брата Иса Лера Џамбе који је тада важио за једног од водећих мангупа, који је само нестао с лица земље. За Џеја породица представља нуклеус из ког све настаје и суштина готово целог филма јесте породична драма приказана кроз њену дисфункционалност да би се поново повезала.

## Улоге
| Глумац                 | Улога                        |
| ---------------------- | ---------------------------- |
| Хусеин Алијевић        | Џеј                          |
| Ален Селими            | млади Џеј                    |
| Марко Јанкетић         | Исо Леро Џамба               |
| Стефан Вукић           | Здравко                      |
| Алексеј Бјелогрлић     | Миодраг Мића Совтић          |
| Маша Ђорђевић          | Нина                         |
| Ана Пиндовић           | Нада                         |
| Стојша Ољачић          | Ненад Мазир Суља             |
| Златан Видовић         | Александар Радуловић Футa    |
| Милица Јаневски        | Марина Туцаковић             |
| Стефан Радоњић         | Цакун                        |
| Бранко Јанковић        | Радослав Рака Ђокић          |
| Иван Јевтовић          | Дулке                        |
| Антонио Скарпа         | Сима                         |
| Бранко Перишић         | Кими                         |
| Андријана Селими       | Нена, сестра Џеја            |
| Александар Аца Томовић | лик из Аркаде                |
| Атила Немет Додо       | наставник                    |
| Антонела Васић         | водитељка                    |
| Бајрам Северџан        | Мазлам, отац Џеја            |
| Дино Бајровић          | Зоки                         |
| Ђорђе Драгићевић       | Гаја                         |
| Ђорђе Кадијевић        | Марко дизелаш                |
| Емран Куртисова        | Барија                       |
| Фатима Џемаиловић      | Зимка                        |
| Иван Вујић             | Ћела                         |
| Игњат Ранитовић        | Бобек                        |
| Јово Максић            | Командир полиције Станко     |
| Лазар Алексић          | Серђо Гумени                 |
| Лука Кукољ             | мали Мића Совтић             |
| Лариса Тодоровић       | Шехерезада                   |
| Љубиша Милишић         | инспектор Бижић              |
| Марко Гиздавић         | наставник                    |
| Марко Недељковић       | водитељ Месама               |
| Марко Ристић Тефо      | Ален                         |
| Марта Богосављевић     | Пипи Велика                  |
| Мића Поповић           | матичар                      |
| Милутин Спасојевић     | Цакун мали                   |
| Милош Рустиновић       | Ваљак                        |
| Милош Цветковић        | Чуме                         |
| Никола Петровић        | полицајац                    |
| Никола Марковић        | наивни човек                 |
| Никола Савић           | дублер малки                 |
| Ненад Хераковић        | Дублер                       |
| Немања Милуновић       | Организатор свадбе           |
| Небојша Прибићевић     | нервознои клинац             |
| Нела Михаиловић        | Учитељица Даница             |
| Остоја Драшковић       | клинац 2                     |
| Раде Марковић          | полицајац                    |
| Радивој Кнежевић       | Мирко                        |
| Растко Скавић          | младић 2                     |
| Реља Деспотовић        | Курјак                       |
| Насида Бајрамовић      | Ћамилица                     |
| Санела Емин            | тетка Сарија                 |
| Сара Печурица          | Надичина кума                |
| Срђан Марковић         | трафикант                    |
| Страхиња Марковић      | Суља мали                    |
| Вахид Џанковић         | васпитач                     |
| Василије Батричевић    | Серђо                        |
| Василије Поњевић       | младић 1                     |
| Виктор Мустајбашић     | Здравко мали                 |
| Владимир Цвејић        | џемпераш                     |
| Владан Јаковљевић      | Зоран Ваколи                 |
| Вук Харди              | Маре                         |
| Вељко Аљети            | Чкаља мали                   |
| Идриз Авдић            | Џамба мали                   |
| Дарко Станојевић       | свештеник                    |
| Давид Тасић            | Данило отров                 |
| Ђорђе Ђоковић          | газда кафане                 |
| Ивица Тодоровић        | полицајац 1                  |
| Ивана Живковић         | Сања                         |
| Јана Милосављевић      | лепа девојка                 |
| Зоран Радоњић Киза     | граничар                     |
| Лора Орловић           | Бранка                       |
| Милан                  | клинац 1                     |
| Миљана                 | Пипи мала                    |
| Миодраг Мића Совтић    | Гранични полицајац Радановић |
| Марко Ивановић         | нови станар Џејеве куће      |
| Марина Станковић       | Шехерезада велика            |
| Никола Марковић        | газда кафане                 |
| Никола Стојанвић       | доктор                       |
| Никола Милошевић       | Гишка                        |
| Ненад Ј. Поповић       | Феско                        |
| Небојша Кундачина      | Нинин отац                   |
| Рифат Рифатовић        | хоџа                         |
| Сања Марковић          | Јелена психолог              |
| Стевица Костић         | цинкарош                     |
| Стеван Шербеџија       | инспектор Жаре               |
| Владимир Грбић         | бизнисмен                    |
| Владан Дујовић         | директор                     |

## Епизоде
| Бр. еп. (укупно) | Бр. еп. (у сезони) | Наслов | Редитељ                          | Сценариста      | Премијера          |
| --- | ------------------ | ------ | -------------------------------- | --------------- | ------------------ |
| 1 | 1                  |        | Немања Ћеранић и Милош Радуновић | Стефан Бошковић | 9. новембар 2024.  |
| Радња се одвија на Дорћолу 1975 године. Џеј је 12-огодишњак који током Бајрама украде породично јагње и побегне од куће. Џеј цели дан проводи на улици где кроз разне ликове упознајемо чари Дорћола; углавном су то преваранти, свирачи барбута и крлеча Након школског упозорења и пријаве породице, социјална служба одводи Џеја у поправни дом. |                    |        |                                  |                 |                    |
| 2 | 2                  |        | Немања Ћеранић и Милош Радуновић | Стефан Бошковић | 10. новембар 2024. |
| Џеј је у поправном дому где налази нове пријатеље. Сви се плаше старијег дечака Ћеле који малтретира осталу децу. Џеј наредних дана шибицари за Ћелу и узима новац од својих другара. Сваке недеље деца из дома одлазе кући за викенд; по Џеја нико не долази. Џејеви другови на Дорћолу су забринути јер га нису видели дуго времена и једне ноћи проваљују у дом да би га вратили кући...                                                               |                    |        |                                  |                 |                    |
| 3 | 3                  |        | Немања Ћеранић и Милош Радуновић | Стефан Бошковић | 16. новембар 2024. |
| Џеј се налази у поправном дому и суочава се с прилагођавањем на строга правила и хијерерхију међу штићеницама. Упркос тешким условима, Џеј почиње откривати свој музички таленат, што му даје наду и мотивацију за будућност. |                    |        |                                  |                 |                    |
| 4 | 4                  |        | Немања Ћеранић и Милош Радуновић | Стефан Бошковић | 17. новембар 2024. |
| Годинама касније, Џеј се као зрео мушкарац враћа у родни крај, својој породици, где поново сусреће пријатеље из детињства. |                    |        |                                  |                 |                    |
| 5 | 5                  |        | Немања Ћеранић и Милош Радуновић | Стефан Бошковић | 23. новембар 2024. |
| Џејев пријатељ Џамба, који је представљао страх и трепет у криминалном миљеу Београда, враћа се из затвора. Отвара се први кафић на Дорћолу, "Аркада" и Џамба се појављује у друштву Џеја који се осећа повлашћено и поносно јер је његов пријатељ. У "Аркади" Џеј упознаје Надицу, Ромкињу која ради за шанком и заљубљује се у њу. |                    |        |                                  |                 |                    |
| 6 | 6                  |        | Немања Ћеранић и Милош Радуновић | Стефан Бошковић | 24. новембар 2024. |
| Џеј не добија повратне симпатије од Надице. У његовом животу се поново појављује Нина, "дорћолска принцеза" у коју је Џеј био заљубљен као дечак. У међувремену, Џамба преузима улице Дорћола, али то га доводи у опасан окршај са другим претендентима на "власт" у кварту. У жељи да се докаже, Џамба организује оружани окршај, због чега је приморан да побегне из земље.                                                                             |                    |        |                                  |                 |                    |
| 7 | 7                  |        | Немања Ћеранић и Милош Радуновић | Стефан Бошковић | 30. новембар 2024. |
| Џеј коначно скупља храброст да Надицу позове у излазак. Надица се заљубљује у Џеја, али на њиховом путу ће се испречити Надицин старији брат који не жели да његова сестра буде са Ромом сумњиве уличне репутације. Џеј налази утеху у певању по локалним кафанама и по први пут његов певачки таленат долази до изражаја. |                    |        |                                  |                 |                    |
| 8 | 8                  |        | Немања Ћеранић и Милош Радуновић | Стефан Бошковић | 1. децембар 2024.  |
| Џамба је ипак ухапшен због пуцњаве, али због недостатка сведока га брзо пуштају из затвора. Џејево певање по кафанама постаје учесталије, све док не добије вест о болести његовог пријатеља из детињства, Суље. Суљина судбина уноси немир и радикалну промену у Џејевом животу. Он проси Надицу, упркос противљењу њеног брата. |                    |        |                                  |                 |                    |
| 9 | 9                  |        | Немања Ћеранић и Милош Радуновић | Стефан Бошковић | 7. децембар 2024.  |
| Дан Џејеве свадбе се претвара у велики спектакл. Дан након свадбе, Џеј сазнаје за несрећну судбину "дорћолске принцезе", Нине, у коју је био заљубљен као дечак. Али, велику промену у његов живот доноси познанство са Марином Туцаковић и Футом и то кроз акцију продавања јакни. Ипак, овај сусрет је судбоносан – након што Џеј покаже свој певачки таленат у студију својих нових познаника, Марина и Фута желе да раде са ново откривеним талентом. |                    |        |                                  |                 |                    |
| 10 | 10                 |        | Немања Ћеранић и Милош Радуновић | Стефан Бошковић | 8. децембар 2024.  |
| Џејева прва песма постаје велики хит, а он познат извођач кроз само неколико месеци. Ипак, старе навике Џеју не дају мира - и даље не одустаје од шибицарења и живота на улици. Џеј договара први албум с Марином, Футом, али и са највећим естрадним менаџером оног времена, Раком. Ипак, услови постоје - мораће потпуно да напусти улицу. Џеј се окреће естрадном животу а популарност му расте немерљивом брзином.                                    |                    |        |                                  |                 |                    |
| 11 | 11                 |        | Немања Ћеранић и Милош Радуновић | Стефан Бошковић | 14. децембар 2024. |
| Џеј осваја награду на музичком такмичењу "Месам" са својом првом песмом. Мазлам први пут говори сину да је поносан на њега. Делује да Џејев живот добија пун смисао и ред. Али, Џеј је забринут јер губи однос са старим пријатељем, Џамбом. Животне путање су им се разишле, али Џеј жели да се поново зближе. Џамба му заузврат пише песму која постаје ванвременски хит.                                                                               |                    |        |                                  |                 |                    |
| 12 | 12                 |        | Немања Ћеранић и Милош Радуновић | Стефан Бошковић | 15. децембар 2024. |
| Џеј постиже велики музички тријумф на свом првом солистичком концерту на Ташмајдану. Сви његови блиски људи су ту, изузев Џамбе. Док касни на концерт, на путу ка Ташмајдану, Џамбу сустижу грешке из прошлости. У препуној дворани, Џеј почиње да пева, мислећи да га Џамба слуша из публике. Најављује његову песму, несвестан да текстописца и великог пријатеља можда више никада неће срести...                                                      |                    |        |                                  |                 |                    |